# Chris Duarte (baloncestista)
Christopher Theoret «Chris» Duarte (Puerto Plata, República Dominicana, 13 de junio de 1997) es un jugador de baloncesto dominicano que actualmente juega en el Unicaja Málaga de la Liga ACB española. Con 1,96 metros de altura, juega en la posición de escolta.
Jugó baloncesto universitario para los Northwest Florida State Raiders y fue nombrado Jugador del Año de la NABC, NJCAA en 2019. Después de la NFSC, jugó para los Oregon Ducks, donde recibió el premio Jerry West 2021 como el mejor escolta universitario del país.

## Carrera

### Inicios
Duarte nació y se crio en Puerto Plata, República Dominicana. Se mudó con su familia a Nueva York para jugar sus dos últimos años de baloncesto en la escuela secundaria en Redemption Christian Academy en Troy. Participó en el Jordan Brand Classic Regional Game de 2017. Clasificado como el quinto mejor jugador de Nueva York por 247Sports, se comprometió, originalmente, a jugar al baloncesto universitario para Western Kentucky, pero finalmente lo hizo en el Northwest Florida State College.

### Universidad

#### Northwest Florida State College
En su temporada de primer año para Northwest Florida State College, Duarte promedió 12.1 puntos, 6.7 rebotes y dos robos en 23.3 minutos por juego, ganando los honores del primer equipo de la All- Panhandle Conference y ayudando a su equipo a alcanzar la ronda Elite Eight del Campeonato de la División I de la NJCAA. El 20 de septiembre de 2018, anunció que continuaría su carrera en la División I de la NCAA programa de Oregon después de una temporada más en el noroeste del Estado de Florida.
En su segundo año, Duarte promedió 19 puntos, 7.1 rebotes y 2.5 asistencias por juego, ayudando a su equipo a regresar a la ronda Elite Eight del Torneo de la División I de la NJCAA. Anotó 32 puntos en 11 de 13 tiros contra Palm Beach State College. Fue reconocido como Jugador del Año de la NABC NJCAA y fue un All-American de la División I de la NJCAA del primer equipo. Duarte también fue nombrado Jugador del Año de Panhandle tanto por los medios como por los entrenadores.
Estadísticas JUCO
| Año     | Equipo                  | PJ | PT | MPP  | %TC  | %3P  | %TL  | RPP | APP | ROB | TPP | PPP  |
| ------- | ----------------------- | -- | -- | ---- | ---- | ---- | ---- | --- | --- | --- | --- | ---- |
| 2017–18 | Northwest Florida State | 32 | 1  | 23.3 | .546 | .367 | .700 | 6.7 | 1.8 | 2.0 | .4  | 12.1 |
| 2018–19 | Northwest Florida State | 33 | 33 | 31.1 | .541 | .400 | .808 | 7.1 | 2.5 | 1.2 | 1.1 | 19.0 |
| Total   | Total                   | 65 | 34 | 27.2 | .543 | .388 | .765 | 6.9 | 2.2 | 1.6 | .7  | 15.6 |

#### Oregón
Duarte hizo su debut con los Ducks de la Universidad de Oregón el 5 de noviembre de 2019 contra Fresno State, terminando con 16 puntos en la victoria 71-57. El 29 de diciembre, Duarte anotó 31 puntos, el máximo de la temporada júnior, lanzando 12 de 15 desde el campo y 6 de 9 desde el rango de tres puntos, para ir con seis asistencias y cinco rebotes en un 98– 59 victoria sobre el estado de Alabama. Un día después, fue nombrado Jugador de la Semana de la Conferencia Pac-12. El 23 de enero de 2020, Duarte registró 30 puntos, 11 rebotes y ocho robos en la victoria 79-70 sobre USC. Estableció el récord de robos del Matthew Knight Arena y se convirtió en el primer jugador de la División I con al menos 30 puntos, 11 rebotes y ocho robos desde Niagara 's Alvin Young en 1999. Duarte fue nombrado posteriormente Pac-12 Jugador de la Semana por su segunda vez y Estados Jugador Nacional de la Semana de la Asociación de Escritores de Baloncesto de los Estados (USBWA). Terminó la temporada promediando 12.9 puntos, 5.6 rebotes y 1.7 robos por juego, obteniendo tanto la mención de honor All-Pac-12 como la mención de honor Pac-12 All-Defensive.
Durante la temporada 2020-21, Duarte llevó a los Ducks a una aparición en el Sweet Sixteen del Torneo de baloncesto masculino de la División I de la NCAA . El 3 de abril de 2021, Duarte fue nombrado ganador del Premio Jerry West 2021 como el mejor escolta del baloncesto universitario masculino. Duarte también fue reconocido como el jugador AP Pac-12 del año y un tercer equipo All-American de AP.
El 29 de marzo de 2021, el entrenador en jefe de Oregon, Dana Altman, indicó en una conferencia de prensa que Duarte ingresaría al Draft de la NBA de 2021.
Estadísticas NCAAA
| Año     | Equipo | PJ | PT | MPP  | %TC  | %3P  | %TL  | RPP | APP | ROB | TPP | PPP  |
| ------- | ------ | -- | -- | ---- | ---- | ---- | ---- | --- | --- | --- | --- | ---- |
| 2019–20 | Oregon | 28 | 28 | 30.1 | .414 | .336 | .795 | 5.6 | 1.6 | 1.7 | .5  | 12.9 |
| 2020–21 | Oregon | 26 | 26 | 34.1 | .532 | .424 | .810 | 4.6 | 2.7 | 1.9 | .8  | 17.1 |
| Total   | Total  | 54 | 54 | 32.0 | .473 | .380 | .803 | 5.1 | 2.1 | 1.8 | .7  | 14.9 |

### Profesional
El 29 de julio de 2021, fue elegido en el puesto número 13 del Draft de la NBA de 2021 por los Indiana Pacers. El 4 de agosto, firma su contrato con los Pacers. El 20 de octubre, debuta en la NBA, anotando 27 puntos ante Charlotte Hornets, siendo la cifra de anotación más alta para un debutante en la franquicia de Indiana. Al término de la temporada fue incluido en el segundo mejor quinteto de rookies.
Tras dos años en Indiana, el 30 de junio de 2023 es traspasado a Sacramento Kings.
El 8 de julio de 2024 es traspasado a Chicago Bulls. Fue despedido el 3 de febrero de 2025.
El 10 de marzo de 2025 firma con Vaqueros de Bayamón de la Baloncesto Superior Nacional.
El 3 de julio de 2025 firma por el Unicaja Málaga de la liga ACB española.

## Estadísticas de su carrera en la NBA

### Temporada regular
| Año     | Equipo     | PJ  | PT | MPP  | %TC  | %3P  | %TL  | RPP | APP | ROB | TPP | PPP  |
| ------- | ---------- | --- | -- | ---- | ---- | ---- | ---- | --- | --- | --- | --- | ---- |
| 2021-22 | Indiana    | 55  | 39 | 28.0 | .432 | .369 | .804 | 4.1 | 2.1 | 1.0 | .2  | 13.1 |
| 2022-23 | Indiana    | 46  | 12 | 19.5 | .369 | .316 | .847 | 2.5 | 1.4 | .5  | .2  | 7.9  |
| 2023-24 | Sacramento | 59  | 11 | 12.2 | .381 | .346 | .788 | 1.8 | .7  | .5  | .1  | 3.9  |
| 2024-25 | Chicago    | 17  | 0  | 4.4  | .462 | .400 | .750 | 1.2 | .5  | .0  | .0  | 2.1  |
| Total   | Total      | 177 | 62 | 18.3 | .406 | .349 | .813 | 2.3 | 1.6 | .3  | .2  | 7.6  |